# Brest 2024
 (janvier 2025).
La mise en forme du texte ne suit pas les recommandations de Wikipédia : il faut le « wikifier ».
Les points d'amélioration suivants sont les cas les plus fréquents :
- Les titres sont pré-formatés par le logiciel. Ils ne sont ni en capitales, ni en gras.
- Le texte ne doit pas être écrit en capitales (les noms de famille non plus), ni en gras, ni en italique, ni en « petit »…
- Le gras n'est utilisé que pour surligner le titre de l'article dans l'introduction, une seule fois.
- L'italique est rarement utilisé : mots en langue étrangère, titres d'œuvres, noms de bateaux, etc.
- Les citations ne sont pas en italique mais en corps de texte normal. Elles sont entourées par des guillemets français : « et ».
- Les listes à puces sont à éviter, des paragraphes rédigés étant largement préférés. Les tableaux sont à réserver à la présentation de données structurées (résultats, etc.).
- Les appels de note de bas de page (petits chiffres en exposant, introduits par l'outil «  Source ») sont à placer entre la fin de phrase et le point final[comme ça].
- Les liens internes (vers d'autres articles de Wikipédia) sont à choisir avec parcimonie. Créez des liens vers des articles approfondissant le sujet. Les termes génériques sans rapport avec le sujet sont à éviter, ainsi que les répétitions de liens vers un même terme.
- Les liens externes sont à placer uniquement dans une section « Liens externes », à la fin de l'article. Ces liens sont à choisir avec parcimonie suivant les règles définies. Si un lien sert de source à l'article, son insertion dans le texte est à faire par les notes de bas de page.
- La présentation des références doit suivre les conventions bibliographiques. Il est recommandé d'utiliser les modèles {{Ouvrage}}, {{Chapitre}}, {{Article}}, {{Lien web}} et/ou {{Bibliographie}}. Le mode d'édition visuel peut mettre en forme automatiquement les références.
- Insérer une infobox (cadre d'informations à droite) n'est pas obligatoire pour parachever la mise en page.

Pour une aide détaillée, merci de consulter Aide:Wikification.
Si vous pensez que ces points ont été résolus, vous pouvez retirer ce bandeau et améliorer la mise en forme d'un autre article.
Brest 2024 est la huitième édition des Fêtes maritimes de Brest, se déroulant du 12 au 17 juillet 2024.
Ce grand rassemblement maritime était initialement prévu du 10 au 16 juillet 2020. Le conseil d'administration de Brest événements nautiques, association organisatrice, avait décidé de reporter l'événement en raison de la pandémie de Covid-19. Il avait été reporté à juillet 2021, puis juillet 2022 et enfin à juillet 2024.
Lieu de regroupement de nombreux navires anciens, la fête présente également des animations à quais, centrées autour de 6 « villages » et 5 « escales » en l'honneur de pays invités, et de scènes réparties sur l'ensemble du site,.
De nombreux stands viennent compléter ce dispositif, présentant les partenaires institutionnels (Marine Nationale, SHOM, ..), commerciaux (DCNS, Armor Lux, Paysan Breton...). Le monde associatif est également présent au travers d'autres stands.

## Déroulement
Chaque journée présente une thématique particulière, en liaison avec l'actualité ou l'une des cinq escales maritimes mises à l'honneur :
- Atlantique,
- Pacifique,
- Polaire,
- Méditerranée,
- Manche et mer d'Iroise.

Les autres espaces:
- Quai des associations (SOS Méditerranée, Sea Shepherd, Ligue pour la protection des oiseaux, Association Eric Tabarly,...)
- Village marine 2024 (Marine nationale, DGA)
- Quai des produits de la mer de Bretagne,
- Marché des créateurs (artisans inspirés par la mer).

Lors d'une « grande parade maritime », de nombreux bateaux rejoignent le port du Rosmeur à Douarnenez pour participer à Temps Fête 2024, festival maritime de Douarnenez qui se tient du 18 au 21 juillet.

## Flotte invitée
627 bateaux de tous les types sont inscrits aux Fêtes maritimes de Brest 2024. Pays invité:  France,  Espagne,  Royaume-Uni,  Suisse,  Pays-Bas,  Finlande,  Portugal,  Ukraine,  Allemagne,  Éthiopie,  Irlande,  Suède,  Belgique et la  Pologne. 
Parmi eux c'est 86 navires.
- André-Yvette  France
- Albarquel  France
- Belem  France
- Canot de l'Empereur  France ( inscription symbolique, car le canot n'a pas quitté la halle des Capucins)
- Étoile Molène  France
- Étoile du Roy  France
- La Recouvrance  France
- Le Français  France
- Le Renard  France
- Notre Dame de Rumengol  France
- Fleur de Lampaul  France
- Amzer'zo  France
- Enez Koalen  France
- La Nébuleuse  France
- Loch Monna  France
- Biche  France
- Sant C'hireg  France
- Dalh-Mad  France
- Eulalie  France
- Belle Poule  France
- Étoile  France
- Mutin  France
- La Grande Hermine  France
- Feu Follet  France
- André Malraux  France
- BSAM Garonne  France
- Andromède  France
- Thalassa  France
- Normandie  France
- Saint-Michel II  France
- Corentin  France
- Belle de Vilaine  France
- La Granvillaise  France
- La Cancalaise  France
- Tout commence en Finistère - Armor lux  France
- Pen Duick  France
- Pen Duick II  France
- Pen Duick III  France
- Pen Duick V  France
- Pen Duick VI  France
- Skeaf  France
- Lys Noir  France
- Skellig  France
- Stérenn  France
- La Licorne  France
- Sainte Jeanne  France
- Yvon Salaün  France
- An Eostig  France
- Belle-Étoile  France
- Abeille Bourbon  France
- Bergère de Domrémy  France
- Cap Sizun  France
- Coppelia  France
- Général Leclerc  France
- Jean et Jeanne  France
- Marie-Claudine  France
- Krog E Braz  France
- Karreg-Hir  France
- La Barbinasse  France
- Saint Guénolé  France
- Saltillo  Espagne
- Bessie Ellen  Royaume-Uni
- Pilgrim BM 45  Royaume-Uni
- Our Boys  Royaume-Uni
- Jolie Brise  Royaume-Uni
- Phoebus  Suisse
- Fleur de Passion  Suisse
- Abel Tasman  Pays-Bas
- Artémis  Pays-Bas
- Catherina  Pays-Bas
- Gulden Leeuw  Pays-Bas
- Hydrograaf  Pays-Bas
- Iris  Pays-Bas
- Loth Loriën  Pays-Bas
- Minerva  Pays-Bas
- Morgenster  Pays-Bas
- Regina Maris  Pays-Bas
- Stortemelk  Pays-Bas
- Thalassa  Pays-Bas
- Twister  Pays-Bas
- Wylde Swan  Pays-Bas
- Zephyr  Pays-Bas
- Joanna Saturna  Finlande
- Santa Maria Manuela  Portugal
- Presviata Pokrova  Ukraine

## Embarquement
Des voiliers de tradition ainsi que des vedettes proposent des sorties en rade de Brest, 1h30 ou 3 heures  : le cotre Amzer'zo, le sloop Enez Koalen, le dundee La Nébuleuse, le sloop Loch Monna, le dundee Biche,le cotre Sant C'hireg, le cotre Dalh-Mad, la chaloupe-sardinière Eulalie ; les vedettes Le Brestoa, Stagadon II, Pétrel, Sirène VI.

## Animations musicales
Voir le programme 